# Francisco Rodón Elizalde
Francisco Rodón Elizalde   (San Sebastián, 6 de juny de 1934 - San Juan, 18 de març de 2023) fou un retratista i paisatgista porto-riqueny.
Rodón va estudiar a Mèxic, França i Espanya. Va ser nomenat el més important pintor porto-riqueny del segle XX a l'Expo 92 de Sevilla, Espanya.
Conegut pels seus retrats de figures culturals importants, com l'escriptor argentí Jorge Luis Borges, el governador de Puerto Rico Luis Muñoz Marín, la ballarina cubana Alicia Alonso, i el premi Nobel peruà Mario Vargas Llosa. Rodón també ha pintat un retrat doble de la poetessa porto-riquenya Giannina Braschi.
El valor de les seves obres ha superat el d'altres porto-riquenys a les subhastes celebrades entre el 1990 i el 2009. Retrato de Medea es va vendre per 93.000 dòlars el 1990. El 2009, el seu oli sobre tela Puedo Retornar al Crepúsculo y la Noche, es va vendre per 302.500 dòlars a Sotheby's, el preu més alt pagat fins aquella data per una pintura de Puerto Rico. La seva pintura de Muñoz Marín està valorada en un milió de dòlars.

## Obres
- Naturaleza Muerta Contra Aguacate
- Retrat de Jimmy
- Borges o El Aleph
- Inés en mis Sueños
- Juan Rulfo o Pedro Páramo
- Vendedor de Solandras
- Retrato de Medea
- Retrat de Luis Muñoz Marín
- Alicia Alonso